# メリーランド州会議事堂

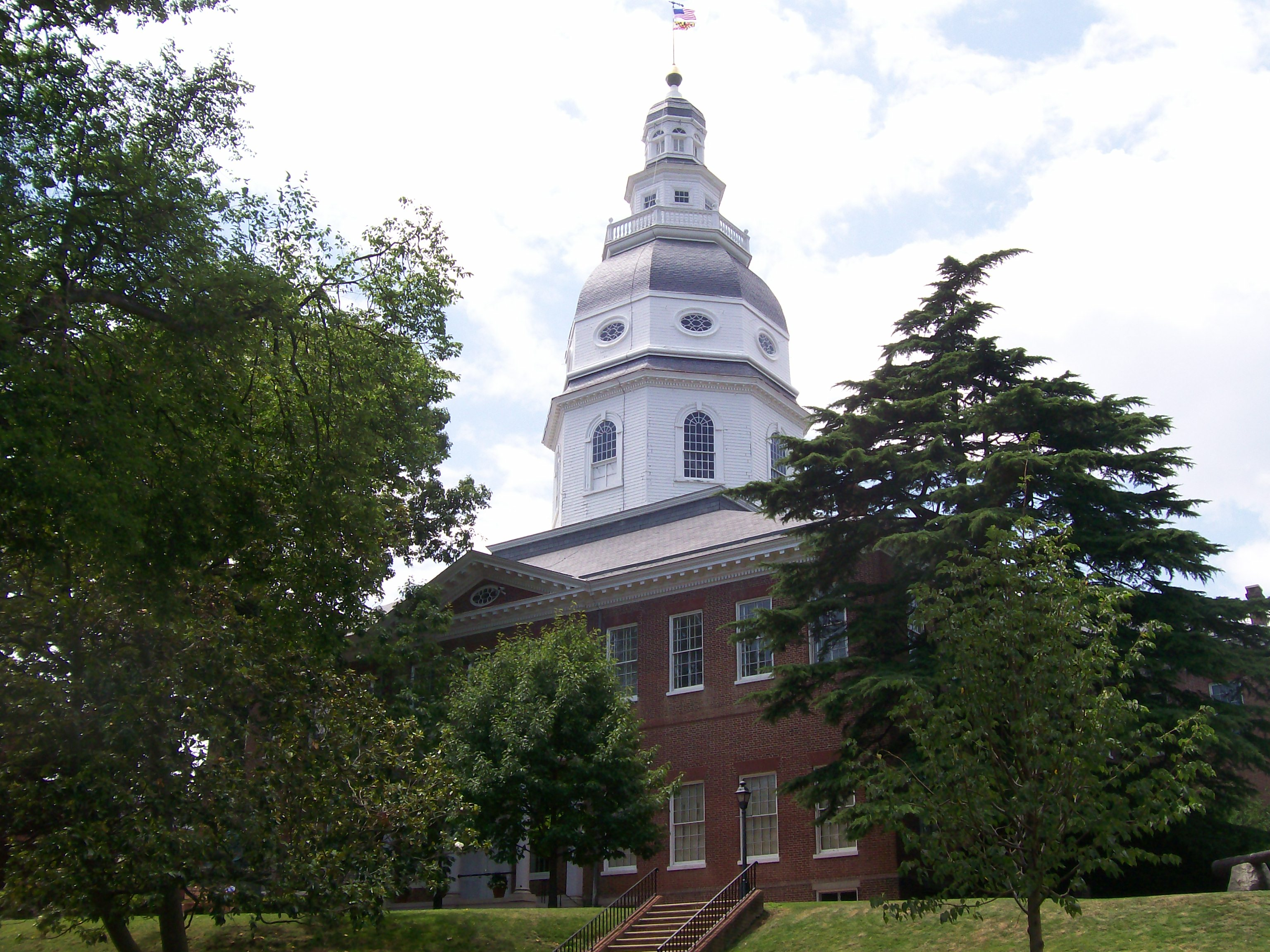
メリーランド州会議事堂

メリーランド州会議事堂（メリーランドしゅうかいぎじどう、Maryland State House）は、アメリカ合衆国メリーランド州の州都アナポリスに立地する同州議会の議事堂。庁舎内にはメリーランド州議会の上下両院の本会議室が設けられている。
メリーランド州会議事堂は現在でも立法機関として用いられている議事堂としては最長の歴史を持っている。この庁舎の建設は1772年に始まったが、独立戦争の最中に建設が進められたため、完成までには7年の歳月を要した。1783年11月26日から翌1784年8月13日までの間には合衆国の首都がアナポリスに置かれ、メリーランド州会議事堂は連邦議会議事堂も兼ねていた。

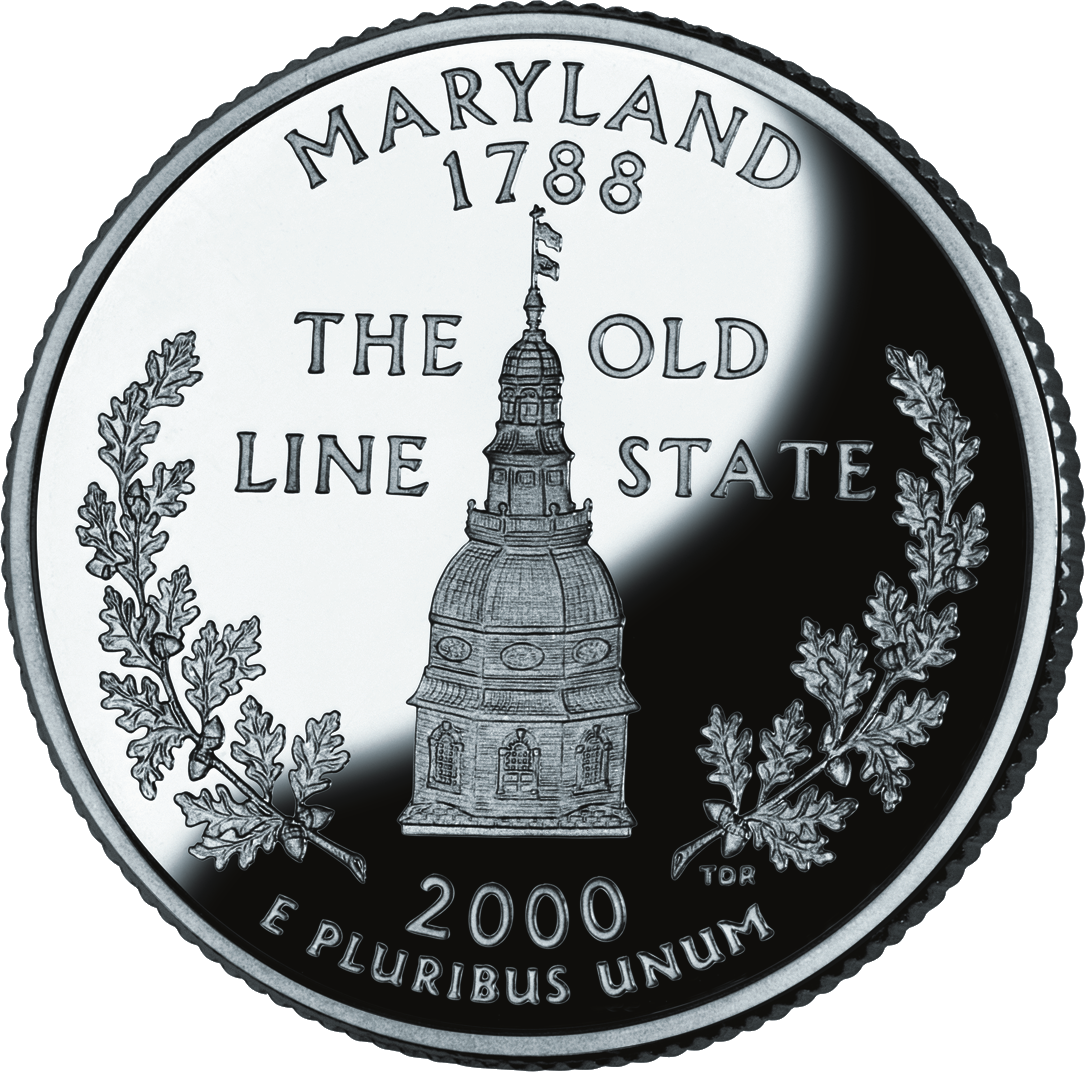
メリーランド州の25セント硬貨

このジョージア様式の議事堂はジョセフ・ホラリオ・アンダーソンの設計によるものであった。2階建てのレンガ造の庁舎には切妻屋根が被せられ、屋根の上には手すりつきのバルコニー、および釘を1本も使用することなく造られ、大きなコリント式の柱で支えられた木製のドームが設けられた。ドームの上には別のバルコニーと灯室が設けられ、最上部にはベンジャミン・フランクリンの指示によって避雷針が取り付けられた。庁舎の正面玄関前にはペディメントを被せられたポーチが設けられ、ファサードには1階・2階の両方に長方形の窓が並んでいる。
メリーランド州会議事堂の庁舎は1968年に国家歴史登録財に指定され、1969年に設立された州会議事堂トラストによって管理されている。また、議事堂のドームはメリーランド州の25セント硬貨に描かれている。
ドームの直下はロタンダになっており、スループ艦メリーランドのレプリカが置かれている。正面入口の右側には旧上院本会議室が残されている。1781年2月2日、メリーランド植民地総督トーマス・シム・リーは、植民地議会の上下両院議員の前で、第2次大陸会議においてメリーランド植民地の代議員に権限を与える法案に調印し、3月1日の連合規約批准へとこぎつけた。また、1783年12月23日には、この議場でジョージ・ワシントンが大陸軍の司令官を辞任した。
| メリーランド州議会の本会議場（左: 上院, 右: 下院） |  | メリーランド州議会の本会議場（左: 上院, 右: 下院） |
| メリーランド州議会の本会議場（左: 上院, 右: 下院） |  |                                                    |

現在の州上院本会議場は新たに増築されたウイング内に設けられている。議場は上部に設けられたティファニー・スタイルの照明装置で照らされている。床にはメリーランド州章が描かれた赤い絨毯が敷かれている。壁面にはイオニア式の柱が立ち並び、上部に設けられた傍聴席を支えている。壁面と柱は州の公式色である赤錆色と黒の斑点がついた大理石で造られている。演壇の側にはジョン・ハンソンおよびチャールズ・キャロルの像がそれぞれ立てられている。また、壁にはウィリアム・パカ、トマス・ストーン、サミュエル・チェイス、およびチャールズ・キャロルの肖像画が飾られている。
州下院本会議場も上院本会議場と同様、ウイング内に設けられている。議場の床には、オリーブの葉で囲まれたダイアモンドの模様が描かれた、ネイビーブルーの絨毯が敷かれている。上院本会議場と同様、壁面には上部の傍聴席を支えるイオニア式の柱が立ち並び、壁面と柱は州の公式色である赤錆色と黒の斑点がついた大理石で造られている。演壇の上の壁面には時計を支える大理石造のペディメントが設けられている。また、壁面には歴代の州下院議長の肖像画が飾られている。